# Республиканцы Рузвельта

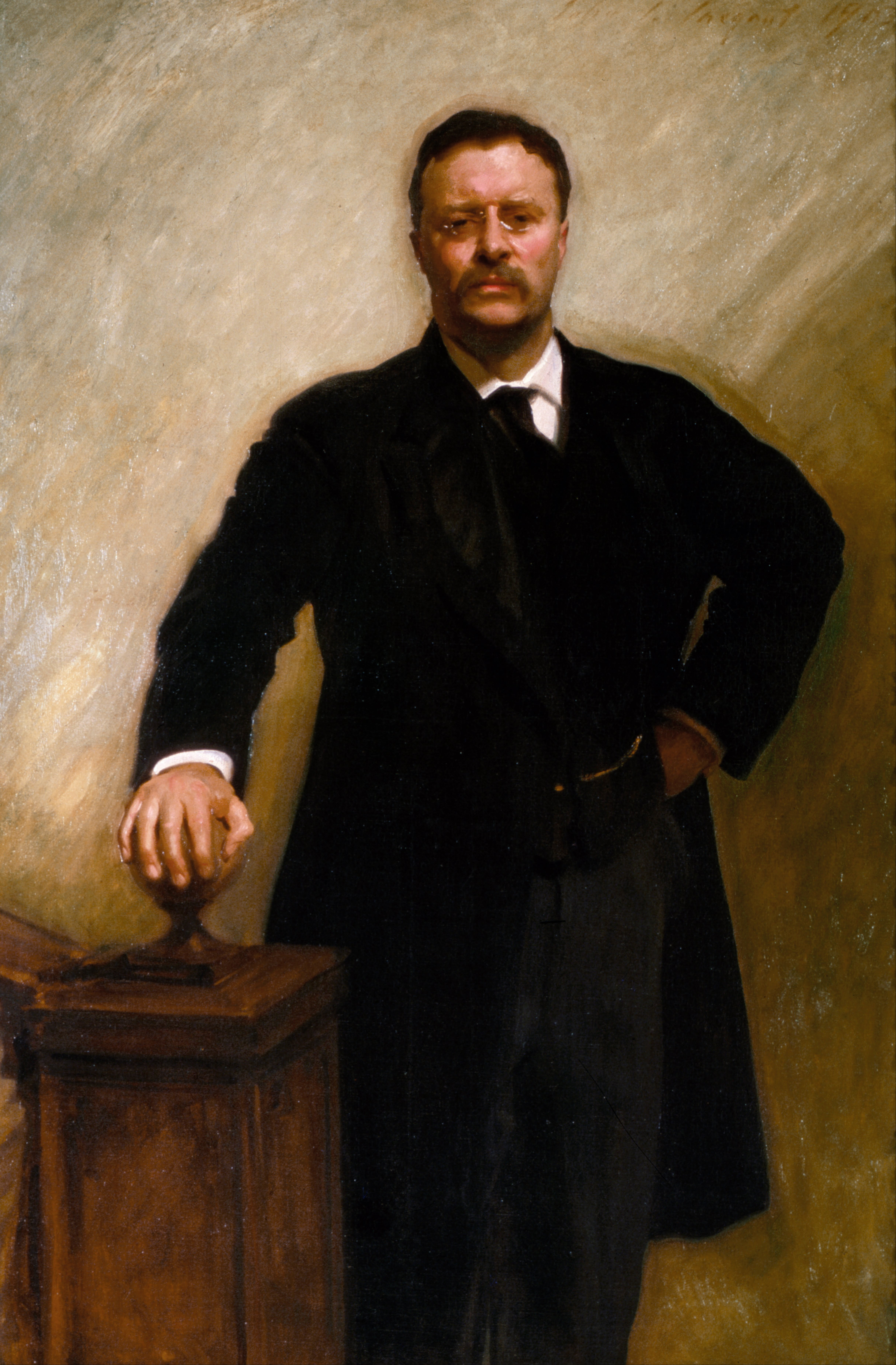
Официальный портрет Теодора Рузвельта работы Джона Сарджента.

«Республиканцы Рузвельта» (англ. Roosevelt Republican) — термин, используемый в дискуссиях о политике Соединённых Штатов для описания людей, убеждения которых близки к взглядам американского президента Теодора Рузвельта, который большую часть своей карьеры был республиканцем. Политические позиции Рузвельта были разнообразны, но его имя обычно использовалось политиками, которые хотели публично присоединиться к послужному списку Рузвельта в области защиты природы.
Под «республиканцем Рузвельта» обычно понимается поддержка природоохранного движения и защиты природных ландшафтов с акцентом на охоте и рыбалке, а также на природный туризм с необходимостью государственной собственности на определённые земли и ограничений на использование общественных территорий, в частности, на добычу полезных ископаемых.
Среди людей, которые идентифицировали себя «республиканцами Рузвельта», были Джон Маккейн и Ньют Гингрич. Другим самопровозглашённым «республиканцем Рузвельта» является Райан Зинке из Монтаны, который в 2017 году стал министром внутренних дел США. Однако во время своего пребывания на посту министра Зинке допускал агрессивное расширение промышленной деятельности на общественных землях, включая ускоренную экологическую экспертизу бурения нефтяных и газовых скважин, чтобы увеличить количество разрешений, предлагая морское бурение нефтяных скважин, как на восточном, так и на западном побережьях (против чего выступили губернаторы всех 15 прибрежных штатов), а также первое в стране сокращение границ национальных памятников для использования земли частными компаний, работающих в нефтегазовой отрасли.
Действующий губернатор Флориды и конгрессмен Рон Десантис также называл себя «природозащитником Тедди Рузвельта», однако результаты его голосований в качестве члена Палаты представителей указывают на очень небольшую поддержку политики, поддерживаемой защитниками окружающей среды, что принесло ему рейтинг 2 % (из возможных 100 %) в рейтинге Лиги избирателей за сохранение природы.